# ФК Тун
ФК Тун је швајцарски фудбалски клуб. Основан је 1898. и игра у Швајцарској супер лиги. Играли су у Лиги Шампиона у сезони 2005/06, а били су и вицешампиои Швајцарске 2005. године.